# I liga urugwajska w piłce nożnej (1935)
- Mistrz Urugwaju 1935: CA Peñarol
- Wicemistrz Urugwaju 1935: Club Nacional de Football
- Spadek do drugiej ligi: nikt nie spadł
- Awans z drugiej ligi: nikt nie awansował

Mistrzostwa Urugwaju w roku 1935 były mistrzostwami rozgrywanymi według systemu, w którym wszystkie kluby rozgrywały ze sobą mecze każdy z każdym u siebie i na wyjeździe, a o tytule mistrza i dalszej kolejności decydowała końcowa tabela.

## Primera División

### Kolejka 1
| Mecz                                              |
| ------------------------------------------------- |
| CA Peñarol – Central Montevideo 2:0               |
| Montevideo Wanderers – River Plate Montevideo 2:0 |
| Racing Montevideo – CA Bella Vista 4:2            |
| Defensor Sporting – Sud América Montevideo 2:0    |
| Club Nacional de Football – Rampla Juniors 3:1    |

### Kolejka 2
| Mecz                                                |
| --------------------------------------------------- |
| Club Nacional de Football – Defensor Sporting 3:1   |
| River Plate Montevideo – Sud América Montevideo 2:2 |
| CA Peñarol – CA Bella Vista 2:1                     |
| Montevideo Wanderers – Racing Montevideo 3:2        |
| Rampla Juniors – Central Montevideo 2:1             |

### Kolejka 3
| Mecz                                              |
| ------------------------------------------------- |
| Club Nacional de Football – Racing Montevideo 3:0 |
| Rampla Juniors – Sud América Montevideo 0:0       |
| CA Peñarol – Montevideo Wanderers 1:0             |
| Defensor Sporting – CA Bella Vista 5:1            |
| River Plate Montevideo – Central Montevideo 2:2   |

### Kolejka 4
| Mecz                                                   |
| ------------------------------------------------------ |
| Sud América Montevideo – Club Nacional de Football 1:0 |
| Montevideo Wanderers – Central Montevideo 2:0          |
| River Plate Montevideo – CA Bella Vista 3:2            |
| CA Peñarol – Defensor Sporting 1:0                     |
| Rampla Juniors – Racing Montevideo 2:1                 |

### Kolejka 5
| Mecz                                               |
| -------------------------------------------------- |
| River Plate Montevideo – CA Peñarol 2:0            |
| Central Montevideo – Club Nacional de Football 0:0 |
| Defensor Sporting – Racing Montevideo 2:1          |
| Sud América Montevideo – CA Bella Vista 4:1        |
| Montevideo Wanderers – Rampla Juniors 3:1          |

### Kolejka 6
| Mecz                                           |
| ---------------------------------------------- |
| Club Nacional de Football – CA Bella Vista 3:0 |
| Montevideo Wanderers – Defensor Sporting 3:3   |
| Rampla Juniors – River Plate Montevideo 2:1    |
| Racing Montevideo – Central Montevideo 1:1     |
| CA Peñarol – Sud América Montevideo 3:0        |

### Kolejka 7
| Mecz                                                 |
| ---------------------------------------------------- |
| CA Peñarol – Racing Montevideo 3:1                   |
| Defensor Sporting – River Plate Montevideo 2:1       |
| Sud América Montevideo – Central Montevideo 0:0      |
| Rampla Juniors – CA Bella Vista 3:1                  |
| Club Nacional de Football – Montevideo Wanderers 1:0 |

### Kolejka 8
| Mecz                                              |
| ------------------------------------------------- |
| Central Montevideo – CA Bella Vista 3:1           |
| Racing Montevideo – River Plate Montevideo 3:2    |
| Montevideo Wanderers – Sud América Montevideo 2:0 |
| Defensor Sporting – Rampla Juniors 2:1            |
| CA Peñarol – Club Nacional de Football 2:1        |

### Kolejka 9
| Mecz                                                   |
| ------------------------------------------------------ |
| CA Peñarol – Rampla Juniors 2:0                        |
| Central Montevideo – Defensor Sporting 2:1             |
| Sud América Montevideo – Racing Montevideo 1:0         |
| Montevideo Wanderers – CA Bella Vista 2:2              |
| Club Nacional de Football – River Plate Montevideo 3:0 |

### Kolejka 10
| Mecz                                              |
| ------------------------------------------------- |
| CA Peñarol – Central Montevideo 3:1               |
| Montevideo Wanderers – River Plate Montevideo 1:1 |
| CA Bella Vista – Racing Montevideo 3:2            |
| Defensor Sporting – Sud América Montevideo 3:0    |
| Club Nacional de Football – Rampla Juniors 1:0    |

### Kolejka 11
| Mecz                                                |
| --------------------------------------------------- |
| Club Nacional de Football – Defensor Sporting 2:1   |
| River Plate Montevideo – Sud América Montevideo 4:3 |
| CA Peñarol – CA Bella Vista 4:0                     |
| Montevideo Wanderers – Racing Montevideo 1:0        |
| Rampla Juniors – Central Montevideo 6:0             |

### Kolejka 12
| Mecz                                              |
| ------------------------------------------------- |
| Club Nacional de Football – Racing Montevideo 2:1 |
| Rampla Juniors – Sud América Montevideo 1:1       |
| CA Peñarol – Montevideo Wanderers 1:1             |
| Defensor Sporting – CA Bella Vista 3:1            |
| Central Montevideo – River Plate Montevideo 2:1   |

### Kolejka 13
| Mecz                                                   |
| ------------------------------------------------------ |
| Club Nacional de Football – Sud América Montevideo 3:0 |
| Montevideo Wanderers – Central Montevideo 2:1          |
| River Plate Montevideo – CA Bella Vista 3:2            |
| CA Peñarol – Defensor Sporting 3:0                     |
| Rampla Juniors – Racing Montevideo 3:1                 |

### Kolejka 14
| Mecz                                               |
| -------------------------------------------------- |
| CA Peñarol – River Plate Montevideo 2:1            |
| Club Nacional de Football – Central Montevideo 1:0 |
| Defensor Sporting – Racing Montevideo 1:1          |
| Sud América Montevideo – CA Bella Vista 2:1        |
| Montevideo Wanderers – Rampla Juniors 3:2          |

### Kolejka 15
| Mecz                                           |
| ---------------------------------------------- |
| Club Nacional de Football – CA Bella Vista 5:1 |
| Montevideo Wanderers – Defensor Sporting 1:0   |
| River Plate Montevideo – Rampla Juniors 2:1    |
| Racing Montevideo – Central Montevideo 1:0     |
| CA Peñarol – Sud América Montevideo 3:0        |

### Kolejka 16
| Mecz                                                 |
| ---------------------------------------------------- |
| CA Peñarol – Racing Montevideo 1:0                   |
| River Plate Montevideo – Defensor Sporting 3:2       |
| Sud América Montevideo – Central Montevideo 2:1      |
| CA Bella Vista – Rampla Juniors 2:1                  |
| Club Nacional de Football – Montevideo Wanderers 3:0 |

### Kolejka 17
| Mecz                                              |
| ------------------------------------------------- |
| Central Montevideo – CA Bella Vista 3:0           |
| River Plate Montevideo – Racing Montevideo 2:1    |
| Montevideo Wanderers – Sud América Montevideo 1:1 |
| Rampla Juniors – Defensor Sporting 5:1            |
| CA Peñarol – Club Nacional de Football 3:0        |

### Kolejka 18
| Mecz                                                   |
| ------------------------------------------------------ |
| Rampla Juniors – CA Peñarol 1:0                        |
| Defensor Sporting – Central Montevideo 2:0             |
| Sud América Montevideo – Racing Montevideo 2:1         |
| Montevideo Wanderers – CA Bella Vista 3:1              |
| Club Nacional de Football – River Plate Montevideo 2:0 |

### Końcowa tabela sezonu 1935
| Poz | Klub                      | Mecze | Zw | Rem | Por | Pkt | BrZd | BrStr |
| --- | ------------------------- | ----- | -- | --- | --- | --- | ---- | ----- |
| 1   | CA Peñarol                | 18    | 15 | 1   | 2   | 31  | 36   | 9     |
| 2   | Club Nacional de Football | 18    | 14 | 1   | 3   | 29  | 36   | 11    |
| 3   | Montevideo Wanderers      | 18    | 10 | 5   | 3   | 25  | 30   | 20    |
| 4   | Rampla Juniors            | 18    | 8  | 2   | 8   | 18  | 32   | 25    |
| 5   | Defensor Sporting         | 18    | 8  | 2   | 8   | 18  | 31   | 29    |
| 6   | River Plate Montevideo    | 18    | 7  | 3   | 8   | 17  | 30   | 34    |
| 7   | Sud América Montevideo    | 18    | 6  | 5   | 7   | 17  | 19   | 28    |
| 8   | Central Montevideo        | 18    | 4  | 4   | 10  | 12  | 17   | 29    |
| 9   | Racing Montevideo         | 18    | 3  | 2   | 13  | 8   | 21   | 34    |
| 10  | CA Bella Vista            | 18    | 2  | 1   | 15  | 5   | 22   | 55    |

### Klasyfikacja strzelców bramek
| Gole | Piłkarz         | Klub              |
| ---- | --------------- | ----------------- |
| 12   | Antonio Cataldo | Defensor Sporting |